# أحمد ميهوبي
أحمد ميهوبي (2 يونيو 1924 في بلدية برج الكيفان) لاعب كرة قدم فرنسي الجنسية جزائري المولد معتزل كان يجيد اللعب في خط الدفاع .

## روابط خارجية
- أحمد ميهوبي على موقع قاعدة بيانات كرة القدم.إي يو (الإنجليزية)
- أحمد ميهوبي على موقع ناشيونال فوتبول تيمز (الإنجليزية)
- أحمد ميهوبي على موقع عالم كرة القدم.نت (الإنجليزية)